# Zazpiak Bat

Versión tradicional del Zazpiak Bat, diseñado por Jean Jaurgain en el para las “Grandes Fêtes Internationales du Pays Basque” (agosto de 1892) bajo el lema Zazpi Uskal herriak bat (o Zazpiak Bat) de Antoine Thomson d'Abbadie.

Versión contemporánea del Zazpiak Bat, con los cuarteles ordenados alfabéticamente

«Zazpiak Bat» significa en español «las siete, una» y es un lema creado a finales del siglo XIX, promovida por la Asociación Eúskara creada en Pamplona (6 de enero de 1878), que reclama una unión política para los territorios donde se manifiesta la cultura vasca, que se corresponden con un espacio geográfico y cultural denominado actualmente como Euskal Herria: Álava, Guipúzcoa, Vizcaya, Navarra, Baja Navarra, Labort y Sola.

## Contexto histórico
Esta expresión eclosiona en el siglo XIX a través de Antoine Thomson d'Abbadie y Augustin Chaho en la gramática publicada en 1836 con el título Études grammaticales sur la langue euskarienne y dedicada a zazpi Uskal-Herrietako Uskalduner (en español, a los euskaldunes de los siete pueblos vascos), aunque tiene antecedentes en el Irurac Bat ("las tres hacen una"), surgido a finales del siglo XVIII como emblema de la Real Sociedad Bascongada de los Amigos del País, espoleado por el romanticismo imperante para ser continuado a mediados del siglo XIX con el Laurac Bat ("las cuatro hacen una"), y que se fue popularizando y generalizando entre finales del siglo XIX y principios del XX.

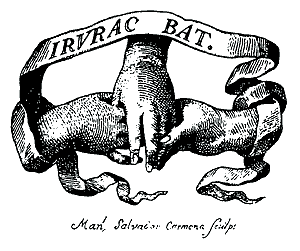
Irurak Bat, Irurac Bat, o Hirurak Bat

## Antecedentes

### Hirurak bat (Irurac baten ortografía antigua)
"Las tres, una", en euskera. Emblema de la Real Sociedad Bascongada de Amigos del País.

Laurak bat

### Laurak bat
"Cuatro en una", en euskera. Escudo de armas oficial del Gobierno Vasco de 1936 a 1937 y de 1978 a 1985. En orden de lectura: Álava, Vizcaya, Guipúzcoa y Navarra.

## Zazpiak bat

### Escudo

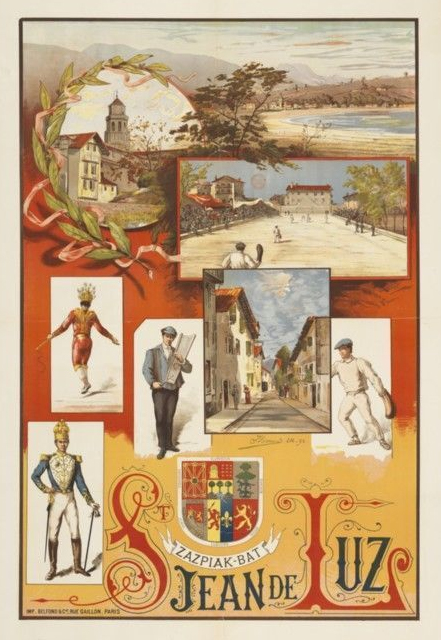
Escudo diseñado por Jean de Jaurgain para el “Grandes Fêtes Internationales du Pays Basque” de 1892

En las Congrès et Fêtes de la Tradition Basque (Congresos y Fiestas de la Tradición Vasca) celebradas en San Juan de Luz en 1892, Jean de Jaurgain diseñó un escudo que representaba a los siete territorios, integrado por seis escudos en el siguiente orden de izquierda a derecha:
- Arriba: las cadenas navarras, supuesto recuerdo de la batalla de Las Navas de Tolosa (simbolizando la Alta Navarra, España) y la Baja Navarra (Basse Navarre, en Francia)], el escudo de Guipúzcoa y el escudo de Vizcaya.
- Abajo: El escudo de Álava, el escudo de Labort (Labourd) y el escudo de Sola (Soule).

Fue el primero hasta la fecha ya que hasta entonces solo se habían colocado separados los diferentes escudos en varios actos festivos, pero nunca integrados en una misma representación heráldica.
Sin embargo, como se explica en la Gran Enciclopedia de Navarra, en este escudo «se yuxtaponían emblemas heterogéneos de muy diferente significación original. Allí se mezclaban las armas que desde el siglo XIII eran propias de los reyes de Navarra y su linaje con el emblema sigilar de una Hermandad, un escudo concedido por la reina Juana de Castilla a una provincia de su reino y otros cuarteles de dudoso origen. Todo ello se dispuso sobre una cartela o escudo de forma pretendidamente antigua. Querían representar territorios de historia muy diferente que poseen una raíz étnica vasca. Tanto en los usos heráldicos medievales como en los modernos, la reunión de armas territoriales tiene un carácter administrativo, porque significa que están (de hecho o como pretensión) bajo una autoridad común.»